# Komisariat Straży Granicznej „Jabłonków”
Komisariat Straży Granicznej „Jabłonków” – jednostka organizacyjna Straży Granicznej pełniąca służbę ochronną na granicy polsko-czechosłowackiej w latach 1938–1939.

## Formowanie i zmiany organizacyjne
Rozkazem nr 3 z 31 grudnia 1938 roku w sprawach reorganizacji jednostek na terenach Śląskiego, Zachodniomałopolskiego i Wschodniomałopolskiego okręgów Straży Granicznej, a także utworzenia nowych komisariatów i placówek, komendant Straży Granicznej płk Jan Gorzechowski, działając na podstawie upoważnienia Ministra Skarbu z 14 października 1938 roku zarządził przeniesienie siedzib komendy obwodu „Bielsko” do  Cieszyna, a  komisariatu  i placówki II linii „Ustroń” do Jabłonkowa. Ponadto komisariat „Ustroń” miał zorganizować nowe placówki linii w miejscowościach: Mosty, Mnisi Wierch, Kosarzyska i Wielki Połom.
Rozkazem nr 5 z 3 marca 1939 roku w sprawie zmian organizacyjnych [...], komendant Straży Granicznej gen. bryg. Walerian Czuma wydzielił z komisariatu „Jabłonków” placówkę I linii „Świerczynowiec” i przydzielił do komisariatu „Istebna”.
Rozkazem nr 5 z 3 marca 1939 roku w sprawie zmian organizacyjnych [...], komendant Straży Granicznej gen. bryg. Walerian Czuma przeniósł placówkę I linii „Sławicz” z komisariatu „Ligotka Kameralna” do m. Górna Morawka” i przydzielił ją do komisariatu „Jabłonków”.

## Funkcjonariusze komisariatu
| stopień                           | imię i nazwisko                   | okres pełnienia służby            | kolejne stanowisko                |
| Kierownicy/komendanci komisariatu | Kierownicy/komendanci komisariatu | Kierownicy/komendanci komisariatu | Kierownicy/komendanci komisariatu |
| --------------------------------- | --------------------------------- | --------------------------------- | --------------------------------- |
| podkomisarz                       | Tadeusz Szafarski                 | 29 X 1938 –                       |                                   |
| Zastępcy komendanta komisariatu   |                                   |                                   |                                   |
| starszy strażnik                  | Józef Ośródka                     | 1 V 1939 –                        |                                   |

## Struktura organizacyjna
Organizacja komisariatu w 1938:
- komenda − Jabłonków
- placówka Straży Granicznej I linii „Łomna Górna”
- placówka Straży Granicznej I linii „Szańce”
- placówka Straży Granicznej I linii „Szwierczynowice” → przeniesiona do komisariatu „Istebna”
- placówka Straży Granicznej II linii „Jabłonków”